# Циммерман, Вольфхарт
Вольфхарт Циммерман (нем. Wolfhart Zimmermann; 17 февраля 1928, Фрайбург-им-Брайсгау, Веймарская республика — 18 сентября 2016) — немецкий физик-теоретик, работавший в области квантовой теории поля.

## Биография
Вольфхарт Циммерман родился 17 февраля 1928 года во Фрайбурге. В 1946 году поступил во Фрайбургский университет, где изучал математику и физику. В 1950 году защитил диссертацию на тему «Когомологическая теория топологических пространств» (нем. Eine Cohomologietheorie topologischer Räume) и получил докторскую степень (Dr. rer. nat.). Его научными руководителями были: сначала Эмануэль Шпернер, а затем Вильгельм Зюсс. 
В 1952—1957 годах Циммерман работал в Институте физики имени Макса Планка, который в то время располагался в Гёттингене. Там он присоединился к группе Вернера Гейзенберга, в которой проводил совместные исследования с Гарри Леманом и Куртом Симанзиком. 
Два академических года, 1957—1958 и 1960—1961, Циммерман работал в Институте перспективных исследований в Принстоне (штат Нью-Джерси, США). В 1962 году получил должность профессора в Нью-Йоркском университете. Там он продолжал свою научную деятельность и, в частности, развивал теорию перенормировок в квантовой теории поля.
В 1973 году (по другим данным, в 1974 году) Циммерман перешёл в Институт физики и астрофизики имени Макса Планка, который находился в Мюнхене. После разделения института в 1991 году продолжил работу в Институте физики имени Макса Планка, где являлся членом директорского совета, а также директором института. Вплоть до 1996 года, когда он стал эмеритированным профессором, Циммерман руководил отделом квантовой теории поля и физики элементарных частиц, входившим в состав института.

## Научные результаты
Работая вместе с Гарри Леманом и Куртом Симанзиком, Вольфхарт Циммерман создал аксиоматическое описание квантовой теории поля, которое впоследствии стали называть формализмом Лемана—Симанзика—Циммермана (формализм ЛСЦ, англ. LSZ formalism). Хотя изначально этот подход был сформулирован вне рамок теории возмущений, впоследствии он оказался весьма полезным при описании амплитуд рассеяния элементарных частиц в рамках теории возмущений.
Работая над теорией перенормировок, Циммерман представил явное решение рекурсивной процедуры для получения конечных результатов для диаграмм Фейнмана, предложенной Николаем Боголюбовым, Остапом Парасюком и Клаусом Хеппом. Впоследствии эту процедуру, изначально основанную на теореме Боголюбова—Парасюка, стали называть схемой перенормировки Боголюбова—Парасюка—Хеппа—Циммермана (БПХЦ, англ. BPHZ renormalization scheme).

## Награды и премии
- Медаль имени Макса Планка (1991)[7] — «за вклад в квантовую теорию поля и теорию перенормировок»[3].

## Некоторые публикации
- H. Lehmann, K. Symanzik, W. Zimmermann. Zur Formulierung quantisierter Feldtheorien, Nuovo Cimento, 1955, v. 1, No. 1, p. 205—225.
- W. Zimmermann. Convergence of Bogoliubov's method of renormalization in momentum space, Communications in Mathematical Physics, 1969, v. 15, No. 3, p. 208—234.
- W. Zimmermann. Composite operators in the perturbation theory of renormalizable interactions, Annals of Physics, 1973, v. 77, No. 1—2, p. 536—559.
- R. Oehme, W. Zimmermann. Relation between effective couplings for asymptotically free models, Communications in Mathematical Physics, 1985, v. 97, No. 4, p. 569—582.